# گای و مدلین روی نیمکت پارک
گای و مدلین روی نیمکت پارک (به انگلیسی: Guy and Madeline on a Park Bench) ساخته شده در سال ۲۰۰۹ یک فیلم سیاه‌وسفید موزیکال و رمانتیک به نویسندگی، تهیه‌کنندگی و کارگردانی دیمین شزل است. این اولین فیلم بلند دیمین شزل می‌باشد که با آن توانست نام خود را بر سر زبان‌ها بیندازد و منتقدان را شیفته خود کند. بعد از این فیلم دیمین با ساخت ویپلش و لا لا لند توانست به موفقیت‌های زیادی در نزد منتقدین و مردم برسد.
گای و مدلین روی نیمکتی در پارک به صورت سیاه و سفید ساخته شده است و درست مثل دو فیلم دیگر شزل حال و هوایی موسیقایی و عاشقانه دارد. شزل بازهم از در این فیلم عشق خود را به موسیقی جاز به تصویر کشیده است. فیلم با استقبال بسیار خوب منتقدان رو به رو شد و توانست در پایگاه اینترنتی راتن تومیتوز، بر اساس ۲۱ نقد، امتیاز ۹۰/۱۰۰ را دریافت کند. همچنین فیلم بر اساس ۱۰ نقد از منتقدین وب‌گاه متاکریتیک نمره ۸۴/۱۰۰ را دریافت کرده. شزل علاوه بر تهیه‌کنندگی، نویسندگی و کارگردانی، وظیفه تدوین فیلم را نیز بر عهده داشت و مدیر فیلمبرداری هم خودش بود. او برای پایین آوردن هزینه تولید مجبور شد این کار را انجام بدهد و سرانجام هم تنها با شصت هزار دلار پروژه را به اتمام رساند. شزل زمانی که این فیلم را ساخت تنها ۲۴ سال داشت. آهنگسازی این فیلم را همچون آثار دیگر شزل دوست و همکار صمیمی‌اش جاستین هورویتز بر عهده داشت.
نخستین نمایش فیلم در تاریخ ۲۳ آوریل ۲۰۰۹ و در طی جشنواره فیلم ترایبکا بود، و سپس به شکل اکران محدود در ۵ نوامبر ۲۰۱۰ در ایالات متحده اکران شد.

## داستان
فیلم داستان «گای» و «مدلین»، زوجی که مدت سه ماه است با هم قرار می‌گذارند را دنبال می‌کند. «گای» یک نوازنده ترومپت، و «مدلین» یک خویشتن دار در جستجوی کار است. هیجان عشق اول فروکش کرده و «گای» چشمهایش به دنبال دختر دیگری بنام «النا» می‌رود و…